# Bobby Charles
Bobby Charles (Abbeville (Luisiana), 21 de fevereiro de 1938 – Luisiana, 14 de janeiro de 2010) foi um cantor e compositor norte-americano.